# Серпухов-15
Серпухов-15 (также пгт. Курилово, гарнизон «Курилово», в/ч 03340, в/ч 10205, в/ч 22251) — посёлок, бывший закрытый военный городок Вооружённых сил Российской Федерации, до 2019 года приписанный к Серпуховскому району Московской области, позднее в составе Жуковского района Калужской области в качестве части деревни Маринки. Население посёлка составляет 3,8 тыс. чел (по переписи 2010 года), или ок. 4 тыс. человек, или 5 тыс. чел..
Расположен на территории Жуковского района Калужской области вблизи границы с Серпуховским районом и Чеховским районом Московской области в 20 км на восток от Жукова Калужской области и в 30 км на северо-запад от Серпухова Московской области, в 3 км на север от А-108 МБК.

## История
Весна 1960 года — строительство элементов круговой системы ПВО Москвы на базе ЗРС С-25 «Беркут», в/ч 71533.
В 1966 году постановлением Совета министров РСФСР Серпухов-15 был передан в бессрочное пользование Министерству обороны СССР
Весна 1971 года — начато строительство объекта 455 комплекса УС-К. Ныне существующая войсковая часть была создана 4 октября 1971 года в соответствии с директивой Генерального штаба Вооруженных сил СССР и Главного штаба войск противовоздушной обороны. Часть была создана в составе войск ПВО. К работам на объекте системы УС-К приступило ГПТП «Гранит».
Конец 1974 года — на объекте 455 системы УС-К завершены монтаж и настройка оборудования. Начата отработка боевой программы. 1978 год — начаты строительные работы на западном КП системы УС-КМО. В 1979 году часть вошла в состав объединения ракетно-космической обороны (РКО), и в 1982 году заступила на боевое дежурство. 1985 год — начата настройка аппаратуры западного КП системы УС-КМО.
В апреле 2012 года посёлок был исключён из числа закрытых военных городков Министерства обороны России.
Существует обращение руководства посёлка с просьбой об официальном включении в состав Серпуховского района. В декабре 2012 года администрация Серпуховского района заявила о намерении обратиться к министру обороны России Сергею Шойгу по вопросу включения посёлка в границы Московской области.
24 апреля 2014 года директор Куриловской гимназии, депутат Серпуховского муниципального района Валентина Дулинская сообщила на заседании совета депутатов Серпуховского района, что жители посёлка Серпухов-15 провели сход по вопросу его включения в Московскую область. В частности были собраны подписи жителей двадцати трёх пятиэтажных домов посёлка. Письмо, в котором излагалась воля жителей, было направлено в адрес премьер-министра Дмитрия Медведева и в Совет Федерации; аналогичное письмо должно было быть направлено и в адрес губернатора Калужской области.
Комитет Мособлдумы по вопросам имущественных отношений, землепользования, природных ресурсов и экологии 4 июня 2015 года провёл расширенное заседание, в ходе которого обсуждался вопрос передачи Министерством обороны России военных городков в собственность Московской области и находящихся в её составе муниципальных образований. Отмечалось, что вопрос Серпухова-15, равно как и военных городков Наро-Фоминск-11 и Сергиев-Посад-15 является трудным, поэтому было принято решение подготовить справку на имя председателя Мособлдумы и губернатора Московской области о ситуации по указанным военным городкам в социальной, экономической сфере, населении, существующем состоянии, затратам на их восстановление, куда следует их передать и какие мероприятия из этого вытекают. После чего потребуется встреча на уровне руководства Московской, Калужской и Владимирской областей, которое позволит выработать конкретные предложения.
15 марта 2016 года губернатором Московской области было направлено письмо в адрес главы Калужской области с просьбой инициировать передачу населённого пункта Серпухов-15 в Жуковский район Калужской области, а Наро-Фоминск-11 в Боровский район Калужской области. Данный вопрос был рассмотрен на заседании правительства Калужской области 18 апреля 2016 года, там отмечалось, что к началу 2017 года, после того как министерство обороны завершит межевание земель, Серпухов-15 станет частью деревни Маринки Жуковского района Калужской области. 17 мая 2016 года в Серпухове-15 состоялось выездное заседание совета депутатов Серпуховского района с участием заместителя председателя правительства Московской области, главы администрации Жуковского района и начальника отдела градостроительной деятельности правительства Калужской области. В ходе заседания присутствующие были проинформированы о том, что существует предложение губернатора Калужской области произвести обмен территориями между Московской и Калужской областями с передачей Московской области посёлка Серпухов-15 с получением взамен 80 гектаров незаселённой территории Серпуховского района Московской области. Однако данный обмен территориями готов одобрить лишь депутатский корпус Серпуховского района, тогда как губернатор Московской области не считает его целесообразным. Совет депутатов Серпуховского района принял решение пригласить губернатора Московской области посетить Серпухов-15, кроме того депутаты будут настаивать на проведении референдума о территориальной принадлежности Серпухова-15. В сентябре 2017 года руководством Жуковского района Калужской области в адрес главы Серпуховского района Московской области было направлено письмо с просьбой «дать заключение на проект изменений в схему территориального планирования МР Жуковский район». Суть изменений сводилась к передаче в ведение Жуковского района Калужской области Серпухова-15. В ответном письме администрация Серпуховского района проинформировала, что любые действия по передаче Серпухова-15 возможны лишь в случае проведения там местного референдума, на котором большинство жителей выскажутся за переход в подчинение Калужской области.
В ходе избирательной кампании 2018 года в Серпухове-15 не были созданы избирательные участки для голосования на выборах главы Московской области и Серпуховского района. Серпуховской городской суд обязал избирательную комиссию предоставить жителям Серпухова-15 гарантированную Конституцией РФ возможность проголосовать на выборах 9 сентября. В связи с этим в Единый день голосования 9 сентября 2018 года голосование избирателей из Серпухова-15 было организовано на избирательном участке № 2943 в деревне Съяново-2.
В 2019 году при преобразовании Серпуховского района в городской округ посёлок был передан в состав Жуковского района Калужской области, на что указывало постановления главы Серпуховского городского округа Дмитрия Жарикова № 1829 «Об уточнении перечня избирательных участков и их границ для проведения голосования и подсчёта голосов избирателей…».

## Жилая инфраструктура посёлка
В посёлке 23 жилых пятиэтажных дома, из них (по данным на 2014 год) 14 домов старше 40 лет, 7 домов старше 30 лет, 2 дома старше 17 лет. Все перечисленные жилые строения включены в Реестр специализированного жилищного фонда, которому требуется проведение капитального ремонта, для включения в государственный оборонный заказ Министерства обороны России
В посёлке имеются следующие улицы:
- Весенняя
- Гагарина
- Королёва
- Циолковского
- Юбилейная

## Кадастровое деление
По данным публичной кадастровой карты Росреестра на территории посёлка образован кадастровый квартал 40:07:073803, северная часть территории входит в состав кадастрового квартала 40:07:073802.

## Стратегические объекты
Спутниковая система раннего обнаружения: Центральный командный пункт (ЦКП) системы предупреждения о ракетном нападении (СПРН) УС-КC «Око» объект 455И в/ч 22251. Отсюда осуществляют управление спутниками СПРН — спутники серии «Космос»[уточнить] составляют космическую группировку, которая следит за запусками стратегических ракет и ядерными испытаниями. Именно на ЦКП Серпухов-15 произошёл один из знаковых эпизодов Холодной войны, когда 26 сентября 1983 года произошло срабатывание системы предупреждения о ракетном нападении, и оно решением оперативного дежурного, подполковника Станислава Петрова, было признано ложным.
10 мая 2001 года имел место пожар на ЦКП, при котором здание ЦКП практически полностью выгорело. Прямой ущерб превысил 2 млрд руб. Из-за пожара на 12 часов была прервана связь с российской группировкой спутников СПРН.

## Командование
Командиром части (с 2014 года) является полковник Бакасов Сабир Румович (ранее с ноября 2011 года ещё в звании подполковника он был командиром в/ч 17204, расположенной в Коломна-1 или Сосновый Бор). Ранее (2010—2014 гг.) командиром части был полковник Эдуард Александрович Камынин (род. 23 марта 1968 года). Ещё ранее (2006—2009 гг.) командиром части был полковник Леонид Александрович Иванов.

## Образование
МОУ «Куриловская гимназия», расположенная на территории военного городка, является преемницей Куриловской начальной школы Угодско-Заводского района Калужской области, основанной в 1938 году. С 1941 года — Куриловская семилетняя. В октябре — декабре 1941 года территория, на которой находилась школа, была оккупирована фашистами. Занятия начались снова 1 сентября 1942 г. С 1962 г. — восьмилетняя Куриловская школа. Здание современной школы было построено в 1972 году на территории военного городка и она стала функционировать как Куриловская средняя школа Жуковского района Калужской области. В апреле 1997 года школа была передана Серпуховскому району Московской области и переименована в Куриловскую среднюю общеобразовательную школу Серпуховского района Московской области (постановление главы Серпуховского района Московской области от 28.02.1997 г. № 182). В 2008 году ей присвоен статус гимназии. Первым директором школы был Селезнёв А. Н., заслуженный учитель РСФСР, затем школой руководили Лунёва Г. А. и Марченко В. М. С 1980 по 2001 год директором школы был Матчинов В. С. С сентября 2001 года директор школы Дулинская В. Н. С 1972 года по 2016 в школе было 44 выпуска. В 2013 году гимназия отметила своё 75-летие. Было выпущено из школы более трёх тысяч учащихся. Гимназия располагается в типовых двухэтажных зданиях начальной и средней школы, соединённых переходом. Гимназия имеет пришкольный участок, теплицу, два спортивных зала. В 2015 г. в школе обучалось 450 детей, большая часть которых из Куриловского гарнизона, остальные из окрестных населённых пунктов Калужской области. В 2006 и 2012 годах она стала победителем в конкурсе «Лучшая школа России», 2013 году — в конкурсе «Здоровое питание». В 2016 году гимназия вошла в ТОП-200 сельских школ России.
Кроме гимназии на территории г. Серпухов-15 функционируют детская музыкальная школа «Гармония», отделения футбола, гандбола, баскетбола и самбо муниципального бюджетного учреждения "Комплексная спортивная школа «Зубрёнок»/. Архивировано из оригинала 8 февраля 2017 года. , а также объединения (кружки и секции) муниципального бюджетного учреждения дополнительного образования «Центр внешкольной работы» Серпуховского муниципального района.
Детская музыкальная школа была образована в 1975 году. В настоящее время школа имеет семь классов для индивидуальных занятий, кабинет для групповых занятий, актовый зал на 100 мест, класс по обучению на клавишных синтезаторах, в концертном зале есть всё необходимое оборудование для работы с учениками на отделении «Эстрадное пение». Ведутся занятия по следующим дисциплинам: фортепиано, гитара, домра, баян, аккордеон, эстрадное пение, клавишный синтезатор. Подготовительное отделение «Домисолька» раннего эстетического развития принимает дошкольников с 4 лет.
Отделения спортивной школы и объединения Центра внешкольной работы работают в помещениях и спортивных залах предоставляемых Куриловской гимназией и гарнизонным Клубом воинской части. Воспитанники отделения самбо становились победителями международного юношеского турнира «Победа», призёрами первенств Центрального федерального округа и первенства России среди юношей по самбо.

## Известные люди
Петров, Станислав Евграфович (1939—2017) — советский офицер, который 26 сентября 1983 года возможно предотвратил ядерную войну, когда из-за ложного срабатывания системы предупреждения о ракетном нападении поступило сообщение об атаке со стороны США. Подполковник в отставке.